# Juramento do Rütli

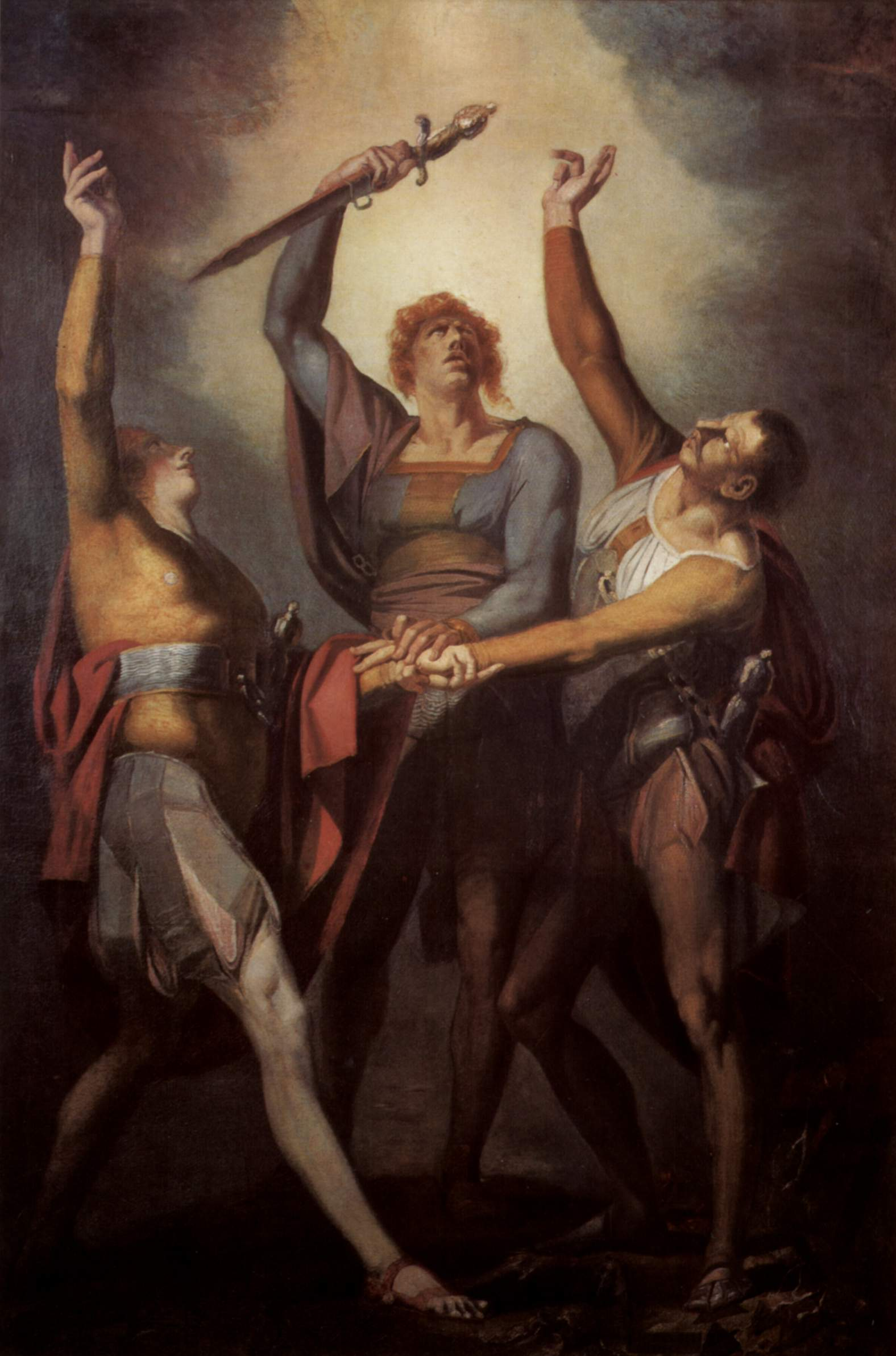
Die drei Eidgenossen beim Schwur auf den Rütli, Johann Heinrich Füssli, 1780

O Juramento do Rütli (em alemão Rütlischwur), supostamente ocorrido em 1307, é um dos mitos fundadores da Suíça. Esse mito é freqüentemente associado ao Pacto Federal de aliança perpétua de 1291 entre os cantões de Uri, de Schwyz e de Unterwalden  .
Segundo a lenda, ele aconteceu na pradaria do Rütli, dominando o Lago dos Quatro Cantões, e reuniu os "homens livres" dos vales de Uri, de Schwyz e de Unterwalden, representados pelos três confederados Arnold de Melchtal, Walter Fürst e Werner Stauffacher.
Este acordo entre as três comunidades, situadas onde hoje se encontra a Suíça primitiva, foi considerado até o século XIX como o ato fundador da Confederação Suíça e resta ainda hoje um elemento importante da imaginação popular suíça.

## História
A história sobre o juramento do Rütli, uma pradaria às margens do Lagos dos Quatro Cantões, perto de Seelisberg, é mencionada pela primeira vez no Livro Branco de Sarnen (1470). Sua forma canônica é a Chronicon Helveticum de Aegidius Tschudi, do século XVI. Segundo Tschudi, os três participantes do juramento (Eidgenossen) foram Werner Stauffacher por Schwyz, Walter Fürst por Uri e Arnold de Melchtal por Unterwalden. Tschudi data o acontecimento em 8 de novembro de 1307. Sua veracidade histórica não é verificável, mas ao mesmo tempo é plausível, pois o ano de 1307 corresponde a um período onde aconteceram uma série de tratados similares, como a Carta Federal de 1291 e a União de Brunnen de 1315, o pacto de Uri e Urseren de 1317, o pacto com o cantão de Lucerna em 1332 e o Zünfte de Zurique de 1336, todos parte de um abrangente movimento comunal da Europa medieval, finalmente interrompido pela Bula Dourada de 1356 e culminando com a Batalha de Sempach de 1386.

### O juramento do Rütli noGuilherme Tellde Friedrich Schiller
A mais famosa versão do juramento é, sem dúvida, a da peça "Guilherme Tell", de Friedrich Schiller, escrita em 1804: